# شیمی تر

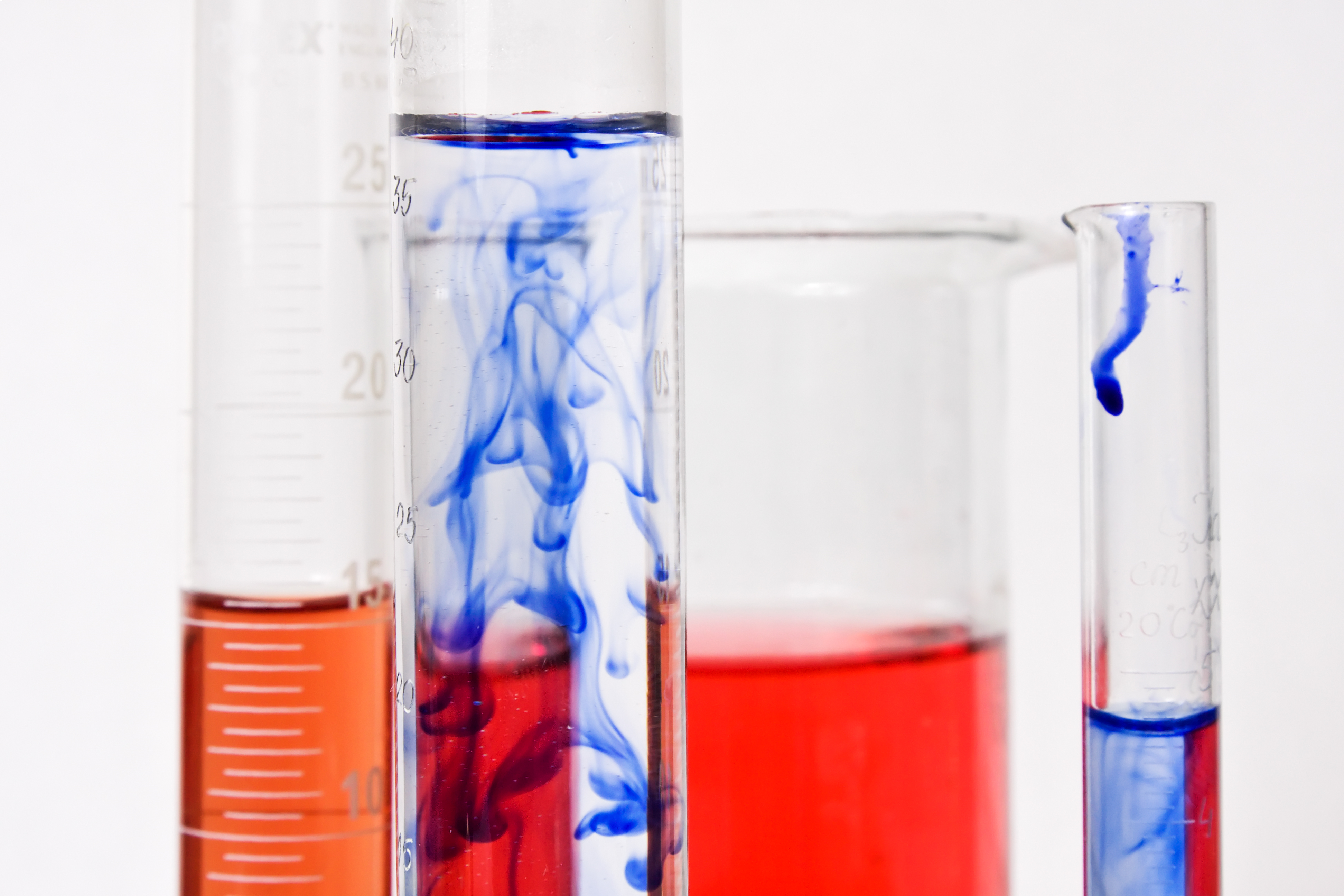

شیمی تر یا شیمی مرطوب بخشی از شیمی تجزیه است که از روشهای کلاسیک مانند مشاهده برای تجزیه مواد استفاده می‌کند. این ماده شیمیایی مرطوب نامیده می‌شود زیرا بیشتر تجزیه و تحلیل‌ها در فاز مایع انجام می‌شود. شیمی تر همچنین شیمی نیمکت نامیده می‌شود زیرا بسیاری از آزمایش‌ها در نیمکت‌های آزمایشگاهی انجام می‌شود.

## مواد و روش‌ها

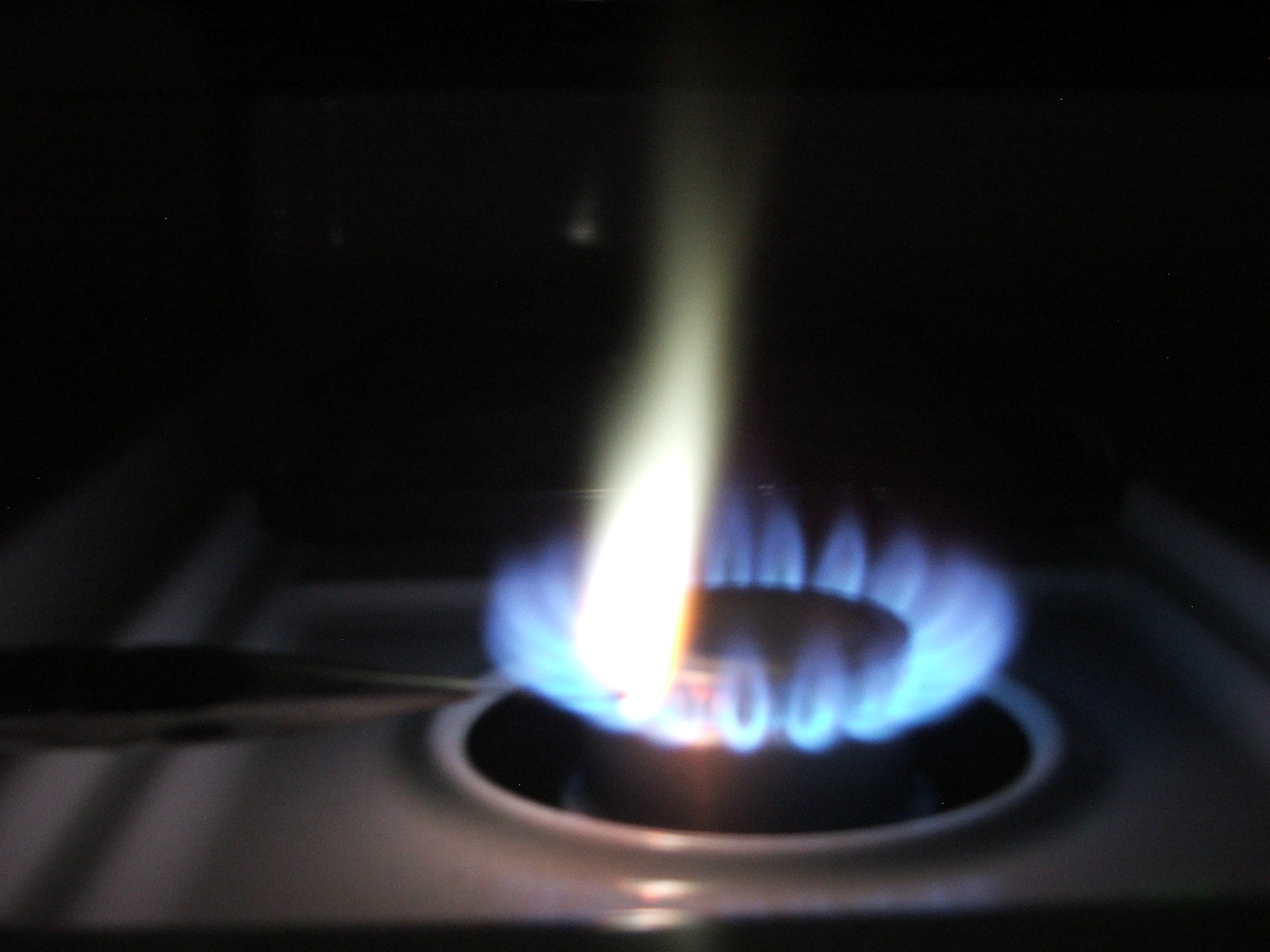
هنگام سوختن، سرب شعله سفید روشن ایجاد می‌کند.

- روشهای کیفی
  - آزمایش‌های شیمیایی
  - تست شعله
- روشهای کمی
  - آنالیز گرانشی
  - آنالیز حجمی
- رنگ سنجی

## موارد استفاده
از تکنیک‌های شیمی مرطوب می‌توان برای استفاده کیفی اندازه‌گیری شیمیایی، مانند تغییر در رنگ (رنگ‌سنجی) بهره برد، اما اغلب شامل اندازه‌گیری‌های شیمیایی کمی می‌شود، با استفاده از روش‌های مانند گراویمتری و تیتراسیون. برخی از کاربردهای شیمی مرطوب شامل تست‌هایی برای:
- pH (اسیدیته، قلیایی)
- تمرکز
- رسانایی (هدایت خاص)
- نقطه ابر (سورفاکتانتهای غیر یونی)
- سختی
- نقطه ذوب
- مواد جامد یا مواد جامد محلول
- شوری
- وزن مخصوص
- تراکم
- کدورت
- ویسکوزیته
- رطوبت (تیتراسیون کارل فیشر)

از شیمی تر در تنظیمات شیمی محیط زیست نیز برای تعیین وضعیت فعلی محیط استفاده می‌شود. برای آزمایش استفاده می‌شود:
- تقاضای بیوشیمیایی اکسیژن (BOD)
- تقاضای اکسیژن شیمیایی (COD)
- هوپرورش
- شناسایی پوشش

همچنین می‌تواند شامل آنالیز عنصری نمونه‌ها، به عنوان مثال، منابع آب برای مواردی مانند:
- نیتروژن آمونیاک
- کلرید
- کروم
- سیانید
- اکسیژن محلول
- فلوراید
- نیتروژن
- نیترات
- فنل‌ها
- فسفات
- فسفر
- سیلیس
- سولفات، سولفید